# Ingvar Danielsson (scenograf)
Kurt Hugo Ingvar Danielsson, född 9 maj 1931 i Partille, är en svensk scenograf.

## Biografi
Danielsson började sin karriär vid Atelierteatern. Han har verkat vid de flesta större teatrar i Sverige, däribland Stockholms stadsteater, Göteborgs stadsteater och Malmö stadsteater.
Mellan 1960 och 1968 var han gift med skådespelaren Gunvor Pontén, med vilken han har dottern Nina Pontén. 1971 gifte han om sig med Ingrid Hedberg, med vilken han har dottern Anna.

## Teater

### Roller
| År   | Roll                                 | Produktion                            | Regi                           | Teater         |
| ---- | ------------------------------------ | ------------------------------------- | ------------------------------ | -------------- |
| 1952 | Bartendern                           | Hör syrsorna spela... Bertil Sävkranz | Lars Barringer Bertil Sävkranz | Atelierteatern |
| 1953 | En snickare                          | Syskon H.C. Branner                   | Hans Råstam                    | Atelierteatern |
| 1953 | Marskalken                           | En skugga Hjalmar Bergman             | Nils Lindström                 | Atelierteatern |
| 1953 | Munken                               | Escorial Michel de Ghelderode         | Lars Barringer                 | Atelierteatern |
| 1953 | Perlu                                | Ole-dole-doff André Roussin           | Josef Kornfeld                 | Atelierteatern |
| 1953 | Broder Timoteo                       | Kärleksdrycken Niccolò Machiavelli    | Lars Barringer                 | Atelierteatern |
| 1953 | Birger                               | Tiger-Harry Tore Zetterholm           | Bo Swedberg                    | Atelierteatern |
| 1954 | George                               | Sex i elden Francis Swann             | Knut Lindblad                  | Atelierteatern |
| 1954 | Försångaren Ledsne Walter            | Det cyniska barnet Bertolt Brecht     | Bo Swedberg                    | Atelierteatern |
| 1954 | Kulin                                | Regeln och undantaget Bertolt Brecht  | Bo Swedberg                    | Atelierteatern |
| 1954 | Herrn från Bellac                    | Apollo från Bellac Jean Giraudoux     | Knut Lindblad                  | Atelierteatern |
| 1954 | Herman, hovmästare hos von Rheinfels | Riddartornet Erik Johan Stagnelius    | Hans Råstam                    | Atelierteatern |
| 1954 | Harlekin                             | Skälmarnas stege Jacinto Benavente    | Soini Wallenius                | Atelierteatern |

### Scenografi
| År   | Produktion                                                  | Upphovsmän                                                                                    | Regi                       | Teater                                           | Noter         |
| ---- | ----------------------------------------------------------- | --------------------------------------------------------------------------------------------- | -------------------------- | ------------------------------------------------ | ------------- |
| 1951 | Sex i elden                                                 | Francis Swann                                                                                 | Josef Kornfeld             | Atelierteatern                                   |               |
| 1952 | Lyckliga dagar Les jours heureux                            | Claude-André Puget Översättning Olga Wendbladh                                                | Josef Kornfeld             | Atelierteatern                                   |               |
| 1952 | Albert och Julia, eller Kärleken efter döden                | Erik Johan Stagnelius                                                                         | Ove Tjernberg              | Atelierteatern                                   |               |
| 1952 | Jag älskar                                                  | Hans Peterson                                                                                 | Lars Barringer             | Atelierteatern                                   |               |
| 1953 | En skugga                                                   | Hjalmar Bergman                                                                               | Nils Lindström             | Atelierteatern                                   |               |
| 1953 | Tiger-Harry                                                 | Tore Zetterholm                                                                               | Bo Swedberg                | Atelierteatern                                   |               |
| 1954 | Sex i elden                                                 | Francis Swann                                                                                 | Knut Lindblad              | Atelierteatern                                   |               |
| 1954 | Regeln och undantaget                                       | Bertolt Brecht Översättning Åke S. Pettersson och Per Verner-Carlsson                         | Bo Swedberg                | Atelierteatern                                   | Även kostym   |
| 1954 | Henrik och Pernilla Henrich og Pernille                     | Ludvig Holberg Översättning Ingegerd Bodner                                                   | Soini Wallenius            | Atelierteatern                                   |               |
| 1954 | Fröken Julie                                                | August Strindberg                                                                             | Tommy Eisler               | Atelierteatern                                   |               |
| 1954 | Apollo från Bellac                                          | Jean Giraudoux                                                                                | Knut Lindblad              | Atelierteatern                                   |               |
| 1954 | Fruns salig mor                                             | Georges Feydeau                                                                               | Knut Lindblad              | Atelierteatern                                   |               |
| 1954 | Riddartornet                                                | Erik Johan Stagnelius                                                                         | Hans Råstam                | Atelierteatern                                   | Även kostym   |
| 1954 | Skälmarnas stege Los intereses creados                      | Jacinto Benavente                                                                             | Soini Wallenius            | Atelierteatern                                   |               |
| 1955 | Hjälten på den gröna ön The Playboy of the Western World    | John Millington Synge Översättning Gustaf Ageberg                                             | Hans Råstam                | Atelierteatern                                   |               |
| 1955 | De vackra människorna The Beautiful People                  | William Saroyan Översättning Herbert Grevenius                                                | Tuve Nyström               | Atelierteatern                                   |               |
| 1955 | Privatsekreteraren The Confidential Clerk                   | T.S. Eliot Översättning Erik Lindegren                                                        | Hans Råstam                | Atelierteatern                                   |               |
| 1956 | Pelikanen                                                   | August Strindberg                                                                             | Robert Lindahl             | Atelierteatern                                   |               |
| 1956 | Streber                                                     | Stig Dagerman                                                                                 | Robert Lindahl             | Atelierteatern                                   |               |
| 1956 | Glasmenageriet The Glass Menagerie                          | Tennessee Williams                                                                            | Anita Blom                 | Borås kretsteater                                |               |
| 1956 | Zoé                                                         | Jean Marsan                                                                                   | Anita Blom                 | Atelierteatern                                   | Även kostym   |
| 1956 | Jungfrukammare                                              | Vilhelm Moberg                                                                                | Rolf Carlsten              | Borås kretsteater/ Bygdeteatern                  |               |
| 1956 | Ett intressant fall Un caso clinico                         | Dino Buzzati                                                                                  | Keve Hjelm                 | Göteborgs stadsteater                            |               |
| 1957 | Brott i sol                                                 | Staffan Tjerneld                                                                              | Hans Råstam                | Atelierteatern                                   |               |
| 1957 | Den omoraliske The Beautiful People                         | Ruth Goetz och Augustus Goetz Översättning Sven Stolpe                                        | Hans Råstam                | Atelierteatern                                   |               |
| 1957 | Hedda Gabler                                                | Henrik Ibsen                                                                                  | Åke Falck                  | Göteborgs stadsteater                            |               |
| 1957 | Maria Stuart                                                | Friedrich Schiller                                                                            | Åke Falck                  | Göteborgs stadsteater                            |               |
| 1957 | Anna Christie                                               | Eugene O'Neill                                                                                | Jan-Olof Strandberg        | Göteborgs stadsteater                            |               |
| 1959 | Plötsligt i somras Suddenly Last Summer                     | Tennessee Williams                                                                            | Staffan Aspelin            | Göteborgs stadsteater                            |               |
| 1959 | Gisslan The hostage                                         | Brendan Behan Översättning Jan-Olof Olsson och Alf Henrikson                                  | Staffan Aspelin            | Göteborgs stadsteater                            |               |
| 1959 | Besök av gammal dam Der Besuch der alten Dame               | Friedrich Dürrenmatt Översättning Britt G. Hallqvist                                          | Johan Falck                | Göteborgs stadsteater                            |               |
| 1960 | Rötter Roots                                                | Arnold Wesker                                                                                 | Johan Falck                | Göteborgs stadsteater                            |               |
| 1962 | Hustruskolan L'école des femmes                             | Molière Översättning Tor Hedberg                                                              | Mats Johansson             | Helsingborgs stadsteater                         | Endast kostym |
| 1964 | Himmelssängen Himmelsengen                                  | Kai Normann Andersen och Poul Henningsen                                                      | Herman Ahlsell             | ABC-teatern Senare flyttad till Lisebergsteatern |               |
| 1965 | Isabella Isabella, tre caravelle e un cacciballe            | Dario Fo Översättning Bertil Bodén                                                            | Frank Sundström            | Stockholms stadsteater                           |               |
| 1965 | Tokiga grevinnan La folle de chaillot                       | Jean Giraudoux Översättning Evert Lundström                                                   | Frank Sundström            | Stockholms stadsteater                           |               |
| 1966 | Fruar på vift Le dindon                                     | Georges Feydeau Översättning Stig Ahlgren                                                     | Etienne Glaser             | Stockholms stadsteater                           |               |
| 1966 | Dagen lovar att bli vacker Pantagleize                      | Michel de Ghelderode Översättning Bertil Bodén                                                | Frank Sundström            | Stockholms stadsteater                           | Även kostym   |
| 1967 | Hela dagarna i träden Des journées entières dans les arbres | Marguerite Duras Översättning Nils A. Bengtsson och Gun R. Bengtsson                          | Lars Engström              | Stockholms stadsteater                           |               |
| 1967 | Betjänten The Servant                                       | Robin Maugham Översättning Lars-Levi Læstadius                                                | Lars-Levi Læstadius        | Stockholms stadsteater                           | Även kostym   |
| 1967 | Revisorn Ревизор, Revizor                                   | Nikolaj Gogol Översättning Björn Lindroth och Gottfried Grafström                             | Hans Abramson              | Stockholms stadsteater                           | Även kostym   |
| 1968 | Så tuktas en argbigga The Taming of the Shrew               | William Shakespeare Översättning Allan Bergstrand                                             | Johan Bergenstråhle        | Stockholms stadsteater                           | Även kostym   |
| 1968 | Peter Pan                                                   | J.M. Barrie Översättning Gottfried Grafström                                                  | Marianne Aminoff           | Stockholms stadsteater                           | Även kostym   |
| 1969 | Julius Caesar                                               | William Shakespeare Översättning Allan Bergstrand                                             | Eva Sköld                  | Malmö stadsteater                                | Även kostym   |
| 1972 | Amfitryon Amphitryon!                                       | Peter Hacks                                                                                   | Tom Lagerborg              | Örebroensemblen                                  |               |
| 1974 | Siden, sammet, trasa, lump Roots                            | Britt Edwall, Lena Söderblom och Gösta Ekman                                                  | Gösta Ekman                | Stockholms stadsteater                           |               |
| 1975 | Mycket väsen för ingenting Much Ado About Nothing           | William Shakespeare Översättning Allan Bergstrand                                             | Hans Elfvin                | Norrköping-Linköping stadsteater                 |               |
| 1976 | Chicago                                                     | Fred Ebb, Bob Fosse och John Kander Översättning Stig Bergendorff                             | Torsten Sjöholm            | Norrköping-Linköping stadsteater                 |               |
| 1978 | Bäddat för tre Monsieur Masure                              | Claude Magnier Översättning Eva Tisell                                                        | Olof Thunberg              | Riksteatern                                      |               |
| 1979 | A Chorus Line                                               | Marvin Hamlisch, Edward Kleban, James Kirkwood och Nicholas Dante Översättning Bodil Malmsten | Michael Bennet Baayork Lee | Oscarsteatern                                    | Även kostym   |
| 1980 | Candide                                                     | Leonard Bernstein, Hugh Wheeler och Richard Wilbur Översättning Britt G. Hallqvist            | Torsten Sjöholm            | Norrköping-Linköping stadsteater                 | Även kostym   |
| 1980 | Som ni behagar As you Like it                               | William Shakespeare Översättning Carl August Hagberg och Hjalmar Gullberg                     | Torsten Sjöholm            | Malmö stadsteater                                |               |
| 1986 | Kuta och kör Run for Your Wife                              | Ray Cooney Översättning Sven Melander                                                         | Herman Ahlsell             | Malmö stadsteater                                |               |
| 1988 | Mysteriet Edwin Drood Drood                                 | Rupert Holmes                                                                                 | Thor Zackrisson            | Wermland Opera                                   | Även kostym   |